# Stewartia sinensis
Stewartia sinensis là một loài thực vật có hoa trong họ Theaceae. Loài này được Rehder & E.H. Wilson miêu tả khoa học đầu tiên năm 1915.

## Hình ảnh

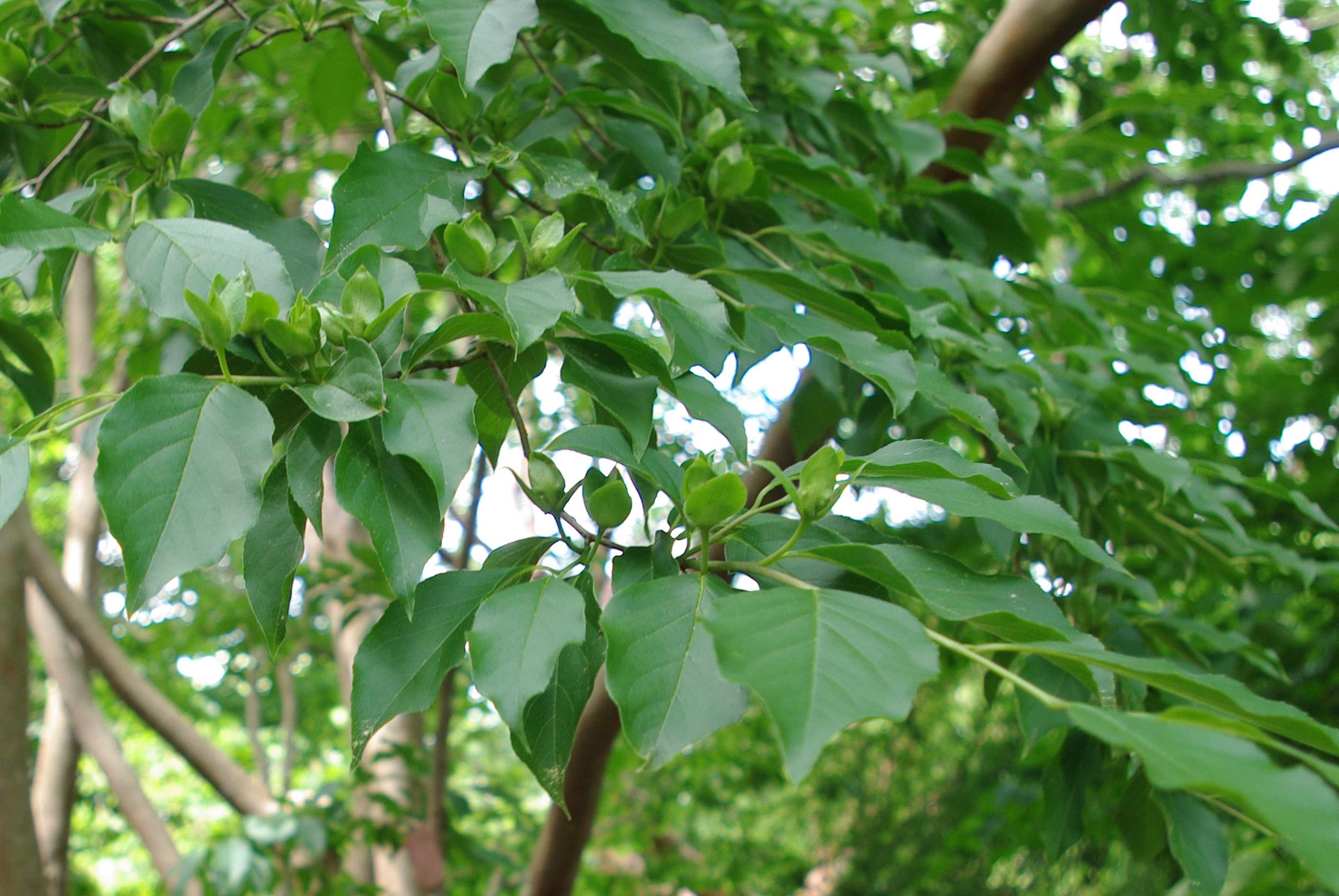
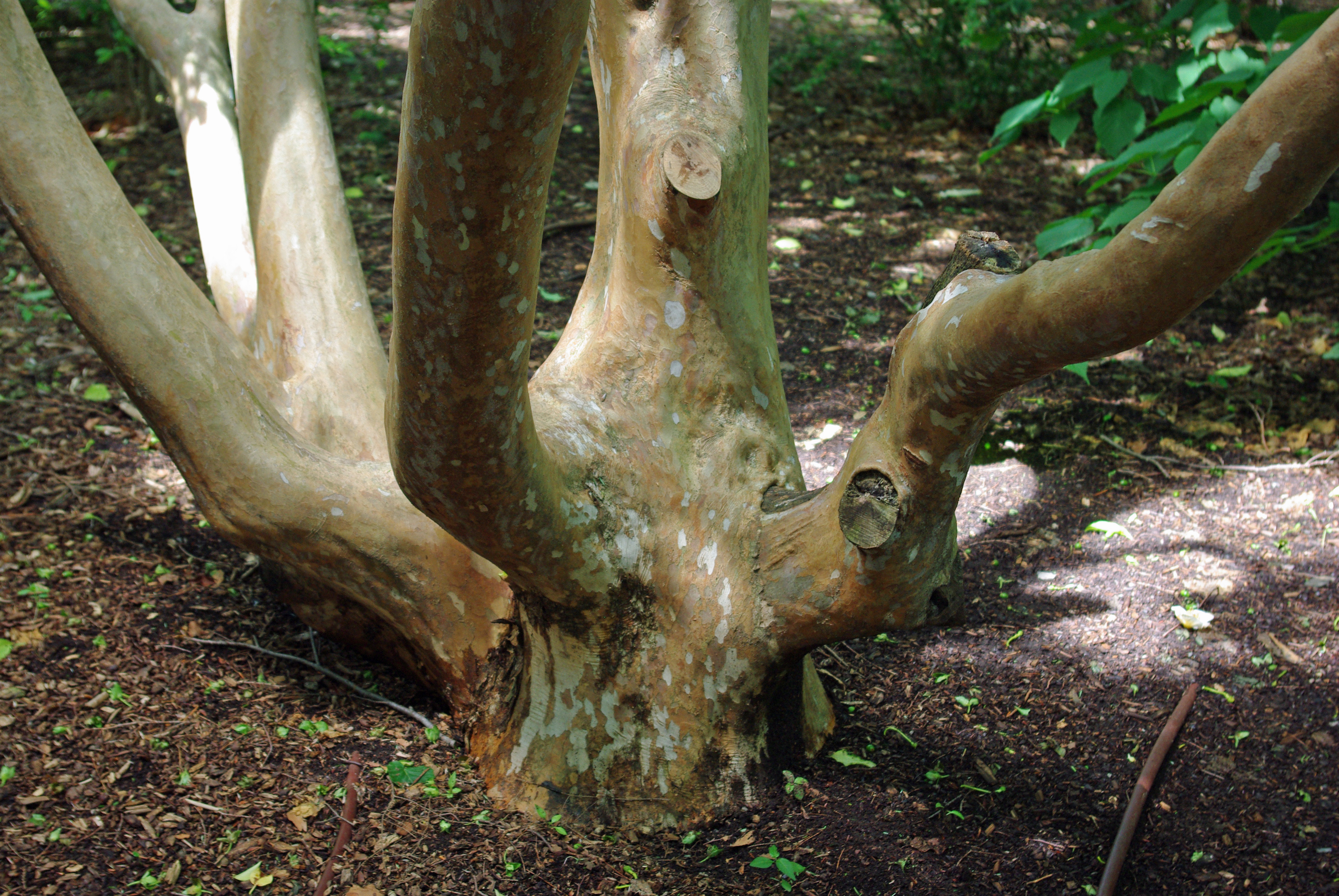
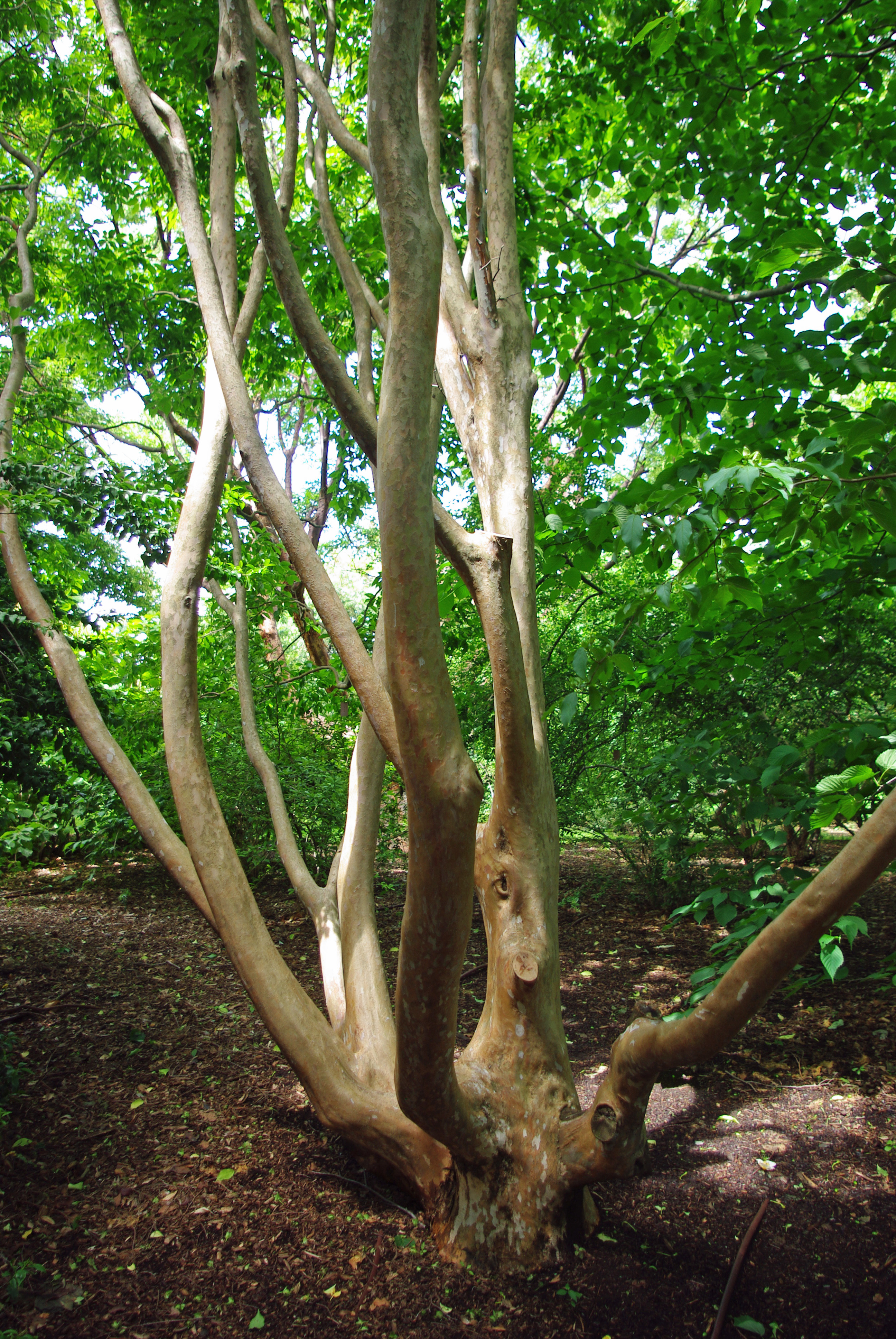
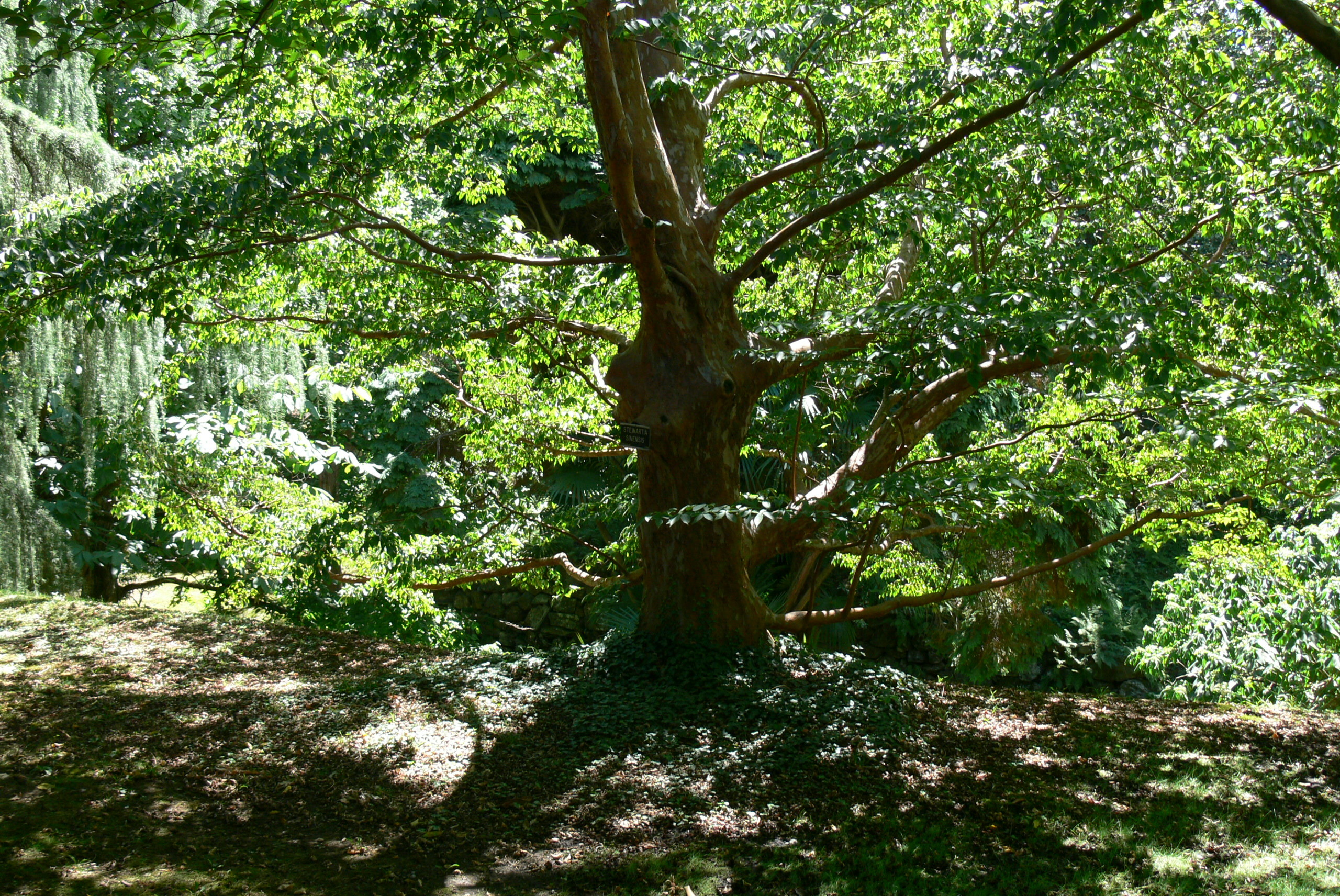